# Tandzsávúri ágyú
A tandzsávúri ágyú az egyik legnagyobb fegyver Tandzsávúrban, a tandzsávúri kerületben, Indiában található korai modern ágyú.

## Elhelyezkedés
A tandzsávúri ágyú, más néven Rajagopala Beerangi, egy hatalmas ágyú, amelyet egy hegyen tartanak Beerangi Meduban, Tandzsávúrban, a tandzsávúri erőd keleti sáncán. A város szívében található, és nagyon közel van a Peruvudaiyaar-templomhoz. Autók és buszok állnak rendelkezésre, hogy elérjék azt a helyet, ahol az ágyú található.

## Specialitások
Korának legmodernebb technológiájával készült. A vas- és acéltechnológia magas színvonala az ókori és középkori Indiában számos nagy vastárgy gyártásában és használatában tükröződik, beleértve a kovácsolt hegesztett ágyúkat is. Ilyen ágyúk találhatók Mushirabadban, Daccában (Bangladesben), Bijapurban, Gulbargában és Tandzsávúrban. Súlya és mérete alapján a tandzsávúri ágyú a világ egyik legnagyobb kovácsoltvas ágyúja. A világtörténelem legnagyobb használatba állított ágyúinak listáján a negyedik helyet foglalja el. A "Rajagopala Beerangi (ágyú)" nevet kapta, de közismert neve "Daasimettu Beerangi". Egy megemelt (25 cm magas) védelmi barikádon van elhelyezve.
Az ágyút 1620-ban öntötték Kollumeduban. A bemutatott kohászati ismeretek sokat elmondanak a 17. századi emberekről. Azt mondják, hogy a tamilok technikai tudását használták az ágyú öntéséhez. 1620-ban állították fel, amikor Raghunatha Nayak uralkodott Tandzsávúrban.

## Összetétel
A közel 400 éves ágyú, bár napnak és esőnek volt kitéve, eddig nem rozsdásodott el. 26 láb hosszú és 20 tonna súlyú. Kovácsoltvasból hegesztett, nem öntéssel készült. Külső körének átmérője 300 cm, míg a belső köre 150 cm átmérőjű. A hordó belseje 43 hosszú vaslemezből, a külseje 94 vasgyűrűből készült. Az ágyú felemeléséhez nyolc gyűrűt rögzítettek a tetejére, de ma már csak kettő maradt fenn. 1000 kg-os vas ágyúgolyót volt képes kilőni.

## Működtetés
Ezen ágyút használták 1650-ben a Nayak-korszakban, hogy megvédjék Tandzsávúrt a város keleti kapuján át belépő ellenségektől. A helyszínről a Sarja madi (hétemeletes szerkezet) és a Nayak Palota Arsenal tornya látható a nyugati oldalon.